# Dennis Hayden
Dennis Hayden (Girard, Kansas, VS, 7 april 1952) is een Amerikaans acteur en productiemanager. Hayden deed mee in 40 producties, maar speelde vooral kleine rollen. Zo deed hij mee in Die Hard, Another 48 Hrs., Action Jackson en The Man in the Iron Mask.

## Filmografie
- Revamped (Video, 2007) - Satanist #1 (Post-productie)
- Carts (2007) - Ted (Post-productie)
- Lady Killer (2006) - Lieutenant Dennis
- Light Years Away (2006) - Bewaker Lancering #1
- Purple Heart (2005) - Earl
- The Librarians (2003) - Uitsmijter
- Sniper 2 (televisiefilm, 2002) - Klete
- Echoes of Enlightenment (2001) - Frank Savage
- Knight Club (2001) - Cowboy
- Stagehost (2000) - Merrill
- The Man in the Iron Mask (1998) - D'Artagnan
- Team Knight Rider televisieserie - Desperado #1 (Afl., The Magnificent T.K.R., 1997)
- Wishmaster (1997) - Beveiliger
- Jack Orlando (Videogame, 1997) - Verschillende stemmen
- George B. (1997) - Tom
- Beyond Desire (1996) - Lt. Davis
- The Marshal televisieserie - Bub Poplin (Afl., These Foolish Things, 1995)
- Wild Bill (1995) - Phil Coe
- The Random Factor (1995) - Senator James Lockholt
- Fatal Choice (1995) - Jim Kale
- One Man Army (1994) - Eddie Taylor
- Sisters televisieserie - Politieman (Afl., The Things We Do for Love, 1993)
- Revenge on the Highway (televisiefilm, 1992) - Rol onbekend
- Grave Secrets: The Legacy of Hilltop Drive (televisiefilm, 1992) - Elektricien
- Another 48 Hrs. (1990) - Schurk in bar
- Grand Slam televisieserie - Premiejager (Afl., Who's Crazy?, 1990)
- Grand Slam (televisiefilm, 1990) - Premiejager
- Who's the Boss? televisieserie - Larry (Afl., Boozin' Buddies, 1989)
- Paradise televisieserie - Rol onbekend (Afl., Hard Choices, 1989)
- Paradise televisieserie - Revolverheld (Afl., Stray Bullet, 1988, niet op aftiteling)
- Die Hard (1988) - Eddie
- Falcon Crest televisieserie - Trucker (Afl., Key to Angela, 1988)
- Action Jackson (1988) - Shaker
- Perry Mason: The Case of the Scandalous Scoundrel (televisiefilm, 1987) - The Animal
- Slam Dance (1987) - Gemene dronkaard
- Jo Jo Dancer, Your Life Is Calling (1986) - Politieman #1
- Murphy's Law (1986) - Sonny
- Crazy Like a Fox televisieserie - Renco (Afl., The Man Who Cried Fox, 1985)
- Tomboy (1985) - Barman
- Simon & Simon televisieserie - Lijfwacht #1 (Afl., Our Fair City, 1984)

- Biblioteca Nacional de España: XX1536520
- Gemeinsame Normdatei: 1290839050
- International Standard Name Identifier: 0000 0000 6053 2552
- Library of Congress Control Number: no2019075390
- Virtual International Authority File: 87260046